# Wojciech Dąbrowski (filozof)
Wojciech Dąbrowski – polski XVII-wieczny uczony, dwukrotny rektor Akademii Krakowskiej (1679 i 1681).
Był dziekanem Wydziału Filozoficznego Akademii Krakowskiej w okresie, gdy studiował tam późniejszy król polski Jan Sobieski. Przypisywane mu jest przepowiedzenie studentowi Janowi korony królewskiej. W latach 1679 i 1681 dwukrotnie na krótko rektor Akademii. U schyłku jego życia, w 1683 r., osobiście odwiedził go król Jan III Sobieski, zatrzymując się na krótko w Krakowie w trakcie marszu na Wiedeń.